# 11140 Yakedake
11140 Yakedake è un asteroide della fascia principale. Scoperto nel 1997, presenta un'orbita caratterizzata da un semiasse maggiore pari a 3,0611357 UA e da un'eccentricità di 0,1471842, inclinata di 12,00868° rispetto all'eclittica.